# Patson Daka
Patson Daka (Chingola - 9 de outubro de 1998) é um jogador de futebol profissional da Zâmbia que joga como atacante. Atualmente, joga pelo Leicester City e pela equipe nacional da Zâmbia.

## Liefering
Em 1 de janeiro de 2017, Liefering revelou que havia emprestado no Daka ao Kafue Celtic pelo restante da temporada, onde ele terminou a temporada com 2 gols em 9 jogos. Em 1 de julho de 2017, ele foi emprestado de volta à Liefering para jogar uma temporada inteira na Primeira Liga Austríaca de Futebol, depois de concluir a transferência para o Red Bull Salzburg.

## Red Bull Salzburg
Assinou um contrato de cinco anos com o Red Bull Salzburg e foi inicialmente designado para a ala juvenil. Ele ajudou o clube a vencer a UEFA Youth League, marcando 2 gols em 2 jogos, e fez sua estreia competitiva pelo Salzburgo na temporada seguinte contra o Viitorul Constanța em 24 de agosto de 2019. Três dias depois, ele estreou na liga como substituto contra Sturm Graz e marcou seu primeiro gol na liga pelo clube em uma vitória em casa por 2-0 contra o Austria Wien. Em 27 de novembro, Daka marcou contra Genk na UEFA Champions League, tornando-se o primeiro jogador da Zâmbia a marcar na fase de grupos da competição, em 18 de dezembro de 2019, Daka estendeu seu contrato com Salzburgo até o verão de 2024.
| Não | Encontro               | Local                                          | Oponente | Ponto | Resultado | Concorrência                                   |
| --- | ---------------------- | ---------------------------------------------- | -------- | ----- | --------- | ---------------------------------------------- |
| 1   | 5 de setembro de 2017  | Estádio Mohamed Hamlaoui, Constantine, Argélia | Argélia  | 1 –0  | 1-0       | Qualificação Copa do Mundo 2018                |
| 2)  | 11 de novembro de 2017 | Estádio Levy Mwanawasa, Ndola, Zâmbia          | Camarões | 1 –0  | 2–2       | Qualificação Copa do Mundo 2018                |
| 3)  | 19 novembro 2019       | Estádio Nacional dos Heróis, Lusaka, Zâmbia    | Zimbábue | 1 –1  | 1-2       | Qualificação Taça das Nações Africanas de 2021 |

## Honras

### Clube
Red Bull Salzburg
- Bundesliga de futebol austríaca: 2017-18, 2018-19
- Taça da Áustria: 2018-19, 2019-20
- Liga Jovem da UEFA: 2016–17[3]

Leicester City
- EFL Championship: 2023-24

### Internacional
Zâmbia Sub-20
- Taça das Nações Africanas Sub-20: 2017

### Individual
- Melhor jogador da Copa das Nações Africanas de Sub-20 de 2017
- CAF Jovem Jogador do Ano: 2017
- Desportista do ano na Zâmbia: 2017[4]